# 1929 – Manhattan N.Y.
1929 – Manhattan N.Y. (Originaltitel: Gentlemen Are Born) ist ein US-amerikanisches Filmdrama aus dem Jahr 1934 von Alfred E. Green mit Franchot Tone und Jean Muir in den Hauptrollen. Der Film wurde von First National produziert.

## Handlung
Vier Freunde, Bob Bailey, Tom Martin, Smudge Casey und Fred Harper, sind sich sicher, dass sie nach ihrem College-Abschluss die Welt erobern werden. Bei der Jobsuche erleben sie jedoch Enttäuschungen, denn aufgrund der Wirtschaftskrise sind Arbeitsplätze knapp und auf jedes Stellenangebot kommen viele Bewerber. Fred arbeitet für seinen Vater, einen bekannten Börsenmakler. Bob, der Journalist werden will, gelingt es, gelegentliche Artikel an die Zeitung zu verkaufen, und auch Tom findet Arbeit. Smudge, ein Spitzensportler, sucht erfolglos nach einer Anstellung als Trainer. 
Tom ist in Trudy Talbot verliebt, die nach New York zieht, um in seiner Nähe zu sein. Sie teilt sich ein Zimmer mit Susan Merrill, einer Bibliothekarin. Tom lädt Bob zu einem Doppeldate mit ihm und Trudy ein, in der Hoffnung, dass er sich für Susan interessiert. Aber Bob ist in Freds Schwester Joan verliebt, obwohl sie unterschiedlichen sozialen Schichten angehören. Als Bob im Auftrag der Zeitung über einen Boxkampf berichten soll, sieht er, wie Smudge um ein paar Dollar kämpft. Als Susan und Bob erkennen, dass Smudge pleite ist, laden sie ihn zum Sonntagsfrühstück ein. Bald verlieben sich Susan und Smudge. Kurz darauf heiraten Tom und Trudy, ebenso wie Susan und Smudge. Joan und Bob verabreden sich trotz des Wunsches ihrer Mutter, nur mit Männern ihrer Klasse auszugehen. 
Smudge wird von seinem Job als LKW-Fahrer entlassen, weil es nicht genug Arbeit gibt und Susan verliert ihre Arbeitsstelle. Inzwischen bekommen Tom und Trudy ein Baby. Mr. Harper, Joans Vater, ist in einen Betrug verwickelt und bringt sich um, wodurch seine Familie in finanzielle Probleme gerät. Aus diesem Grund beschließt Joan, einen Heiratsantrag des wohlhabenden Stephen Hornblow anzunehmen, obwohl sie in Bob verliebt ist. Völlig verzweifelt raubt Smudge ein Pfandhaus aus, um Lebensmittel mit der Beute von zehn Dollar zu kaufen, und wird auf der Flucht erschossen. Bob hält Smudges Identität aus den Zeitungen heraus und Susan kehrt zu ihren Eltern zurück. Als Joan Bob bei Tom und Trudy trifft, wo sie das Neugeborene besucht haben, gesteht sie, dass sie ihr Leben nicht aufgeben wird, um ihre Familie zu ernähren. Stattdessen wird sie ihrem Herzen folgen und Bob heiraten.

## Hintergrund
Gedreht wurde der Film bis zum 20. August 1934 in den Warner-Studios in Burbank.
Warner Bros., der Mutterkonzern des Produktionsstudios First National, wurde von Ronald Wagoner und James F. Wickizer auf 250.000 US-Dollar verklagt (2024: über 5,7 Millionen Dollar). Die beiden Autoren gaben an, der Film beruhe auf ihrer Geschichte Yesterday's Heroes.
Robert M. Haas oblag die künstlerische Leitung. Orry-Kelly war für das Kostümbild zuständig. Russ Saunders war Regieassistent.

## Musik
Die Songs When the Roll Is Called, Alma Mater und Beauty Must Be Loved wurden von Sammy Fain komponiert und von  Irving Kahal gesungen. Der Song Somewhere in Your Heart stammte von Guy Wood, Bert Van Cleve und Rudy Vallée.
Bernhard Kaun komponierte die Melodie des Abspanns.
Leo F. Forbstein dirigierte das Vitaphone-Orchester.

## Veröffentlichung
Die Premiere des Films fand am 17. November 1934 statt. In der Bundesrepublik Deutschland wurde er am 15. September 1962 im deutschen Fernsehen ausgestrahlt.

## Kritiken
Andre Sennwald von der The New York Times befand, das Publikum werde die Lippen verziehen und verbittert darüber sein, dass die Colleges es versäumt haben, ihre jungen Absolventen über die Arbeitslosigkeitssituation aufzuklären. Mit viel Zorn enthülle das neue Filmdrama, wie die Träume und hohen Ambitionen von vier Klassenkameraden anlässlich ihres Eintritts in die Welt von den grausamen wirtschaftlichen Realitäten unsanft durchkreuzt werden. Leider begnüge sich der Film nach einem mutigen und mitreißenden Beginn mit einer Menge zaghaftem Schattenboxen.